# Stensjön (Silvbergs socken, Dalarna)
Stensjön är en sjö i Säters kommun i Dalarna och ingår i Dalälvens huvudavrinningsområde. Sjön har en area på 0,455 kvadratkilometer och ligger 196,4 meter över havet. Sjön avvattnas av vattendraget Ljusterån.

## Delavrinningsområde
Stensjön ingår i det delavrinningsområde (668962-148685) som SMHI kallar för Utloppet av Stensjön. Medelhöjden är 209 meter över havet och ytan är 1,35 kvadratkilometer. Räknas de 6 avrinningsområdena uppströms in blir den ackumulerade arean 27,07 kvadratkilometer. Ljusterån som avvattnar avrinningsområdet har biflödesordning 2, vilket innebär att vattnet flödar genom totalt 2 vattendrag innan det når havet efter 202 kilometer. Avrinningsområdet består mestadels av skog (59 procent). Avrinningsområdet har 0,46 kvadratkilometer vattenytor vilket ger det en sjöprocent på 33,7 procent.